# 왈리드 압둘라
왈리드 압둘라 알리 알다우사리(아랍어: وليد عبد الله علي الدوسري, Waleed Abdullah Ali Al-Dawsari, 1986년 4월 19일 ~ )는 사우디아라비아의 축구 선수이며 포지션은 골키퍼이다. 현재는 알샤바브 소속으로 뛰고 있다.

## 축구인 경력

### 클럽 경력
알샤바브의 유스팀을 거쳐 2007-08 시즌부터 1군 팀에서 활약하기 시작하였다.

### 국가대표 경력
2008년 하계 올림픽 축구 남자 아시아 지역 예선에 사우디아라비아 U-23 대표팀 주전 골키퍼로 11경기에 출전하였다.
2007 아시안컵에 참가한 후 같은 해 6월 아랍에미리트와의 경기에서 A매치 데뷔전을 치렀다. 이후 2011 아시안컵과 2015 아시안컵에 출전하였다.